# Sagittaire à feuilles en flèche
Sagittaria sagittifolia
Espèce
Classification APG IV (2016)
Statut de conservation UICN

 LC  : Préoccupation mineure
La Sagittaire à feuilles en flèche ou Flèche d'eau, Sagittaria sagittifolia, est une espèce de plantes à fleurs de la famille des Alismatacées (monocotylédones). C'est une plante d'eau herbacée qui est utilisée comme plante d’ornement,, elle a fait l’objet de plusieurs études scientifiques, notamment pour les différents types de feuilles qu’elle porte et leur formation.

## Dénominations
Son nom vient du latin sagitta qui signifie : la flèche, en référence à la forme de ses feuilles.
Noms vernaculaires (communs) : flèche d'eau, fléchière, sagette. En anglais : arrowhead, Arrowleaf, Duck potato, Hawaï arrowhead. En allemand : Pfeilkraut. En espagnol : saeta de agua. En italien : saetta.

## Description

### Appareil végétatif

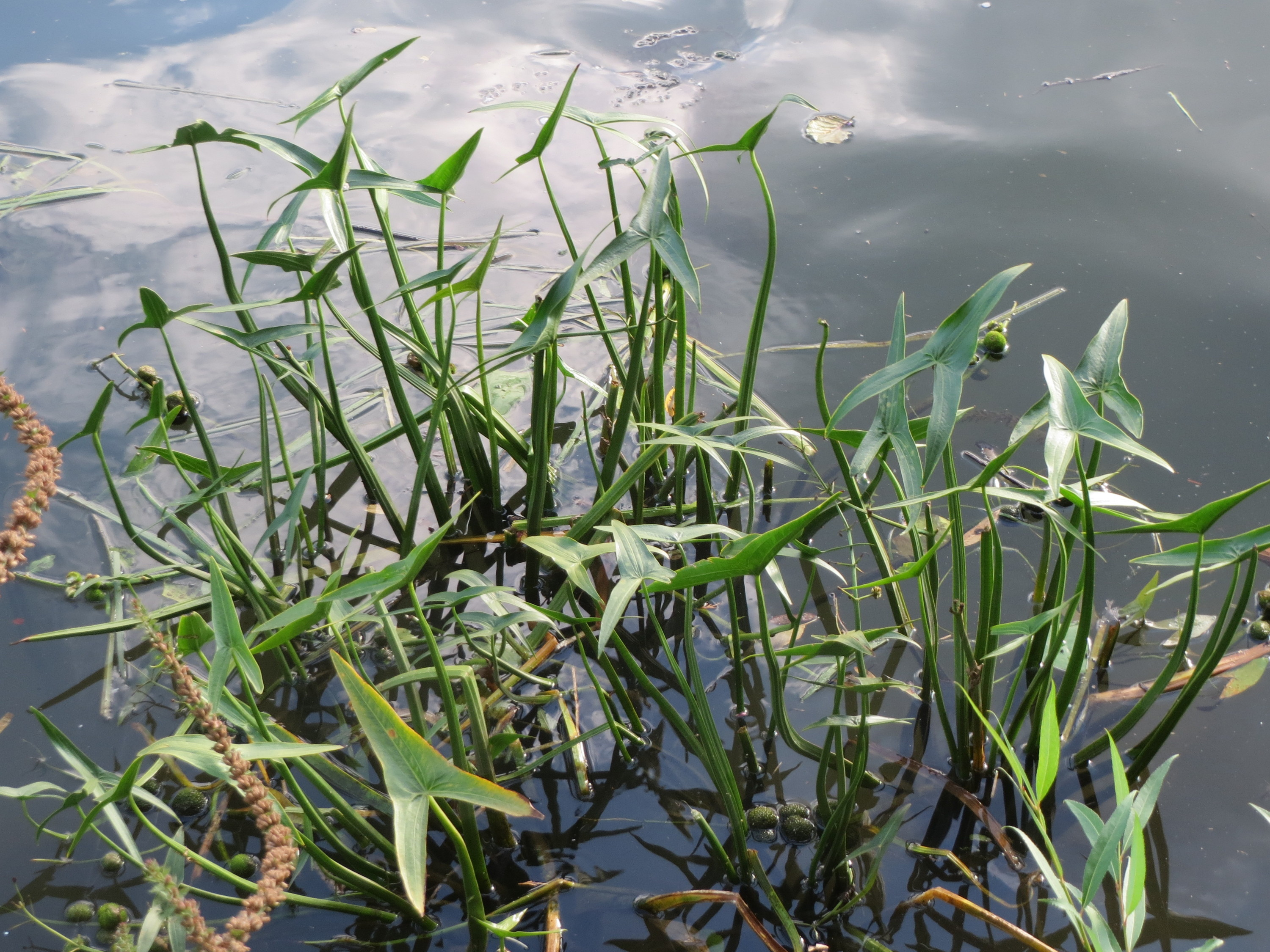
Vue générale (à Sarrebruck, en Allemagne).

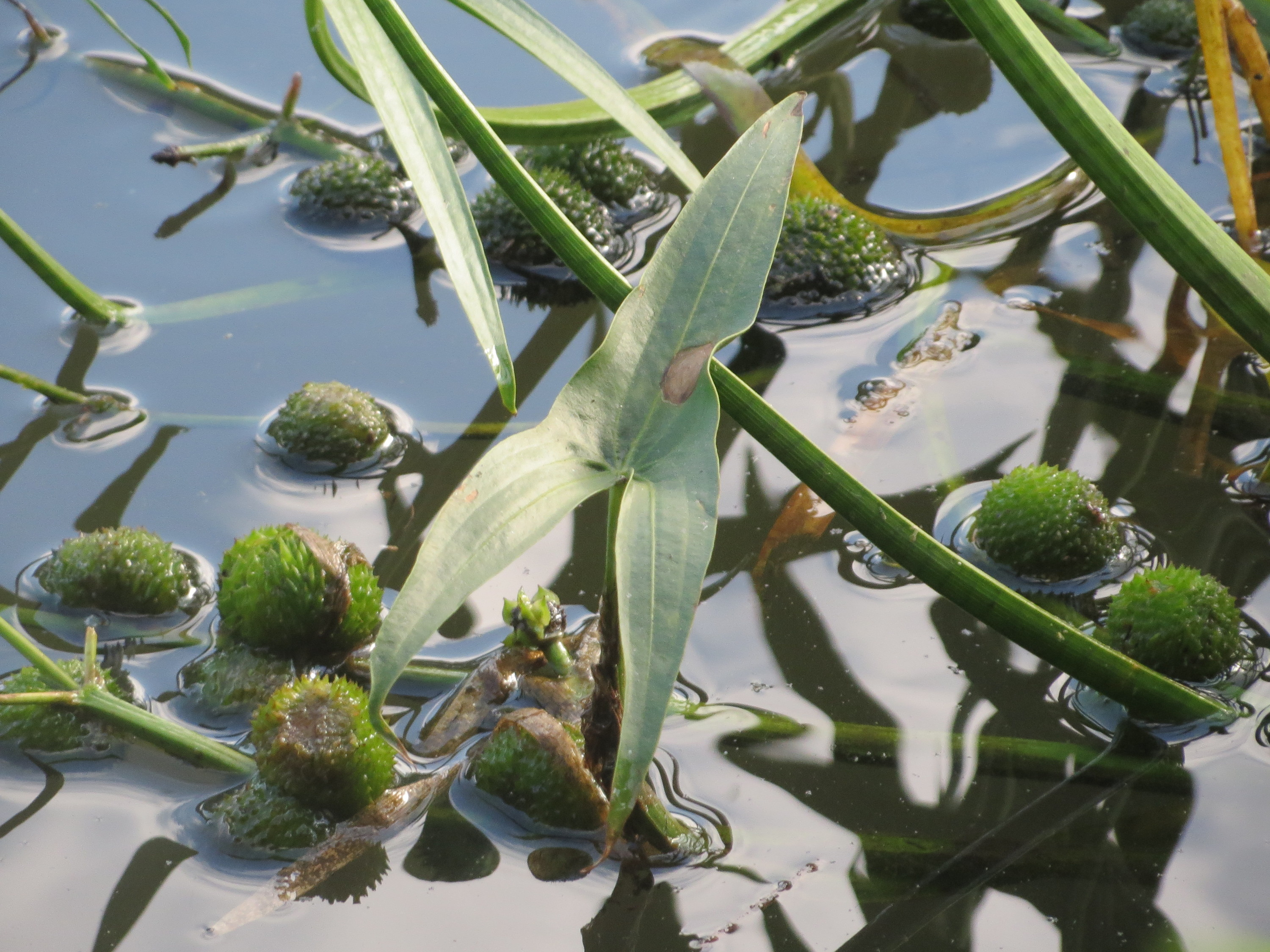
Feuille avec au deuxième plan, les fruits voguant sur l'eau.

Le rhizome forme de nombreux rejets terminés en tubercules, qui servent à la multiplication de la plante. La plante possède un port érigé. Sagittaria sagittifolia possède un feuillage persistant, de couleur vert clair, avec des nervures bien visibles. Il s’agit d’un bon exemple de plante à polymorphisme foliaire (plantes avec des feuilles de différentes formes). Elle présente trois types de feuilles situées en des endroits différents de la plante : des feuilles dressées aériennes en forme de flèches aiguës (sagittées, d’où le nom de la plante), des feuilles flottantes arrondies en forme de cœur (cordées) et enfin des feuilles immergées allongées (rubanées, en forme de ruban). Les feuilles flottantes sont en fait des feuilles de forme transitionnelle entre les deux autres types. Notons que lorsque de petits étangs sont à sec, il arrive que l’on trouve des plantes de Sagittaria sagittifolia ayant uniquement des feuilles sagittées. Par ailleurs, la morphologie n’est pas le seul critère permettant de différencier les différentes feuilles de Sagittaria sagittifolia. En effet, les cellules des feuilles des différents types ont aussi un cytoplasme, un contenu différent. Par exemple, les feuilles submergées contiennent moins de pigments permettant la photosynthèse, ce qui semble logique étant donné que la lumière pénètre plus difficilement dans l’eau et que les feuilles ont donc un accès amoindri à la lumière.
La genèse des différents types de feuilles (la différenciation limbaire) de Sagittaria sagittifolia est un sujet qui interpelle les scientifiques depuis longtemps déjà. De nombreux facteurs sont impliqués dans ce phénomène et la proportion des différents types de feuilles dépend notamment du stade de développement de la plante et de son environnement. La qualité et la quantité de la lumière reçue par la plante interviennent tous les deux dans la genèse des feuilles. Des études montrent notamment que la lumière blanche (contenant toutes les couleurs du spectre visible) permet la différenciation des trois types différents de feuilles. La lumière rouge permet une formation plus précoce de feuilles que celle blanche. Par contre, à moins que la source lumineuse ne soit de très forte intensité, elle ne permet que la formation de feuilles rubanées. La lumière bleue entraîne quant à elle une formation tardive des feuilles, toujours en comparaison avec la lumière blanche. Elle permet toutefois la formation de feuilles rubanées et de feuilles sagittées, même à faible intensité ! Ainsi en termes de temps, la couleur rouge est la lumière la plus favorable à la formation foliaire et la bleue celle la moins favorable. Remarquons que la lumière blanche contient de la lumière bleue, ce qui explique pourquoi elle est moins efficace en termes de temps que celle rouge. Du point de vue de la différenciation des différentes formes, la lumière bleue et blanche sont plus efficaces que celle rouge.
Des expériences montrent que les plantes âgées ayant réalisé des feuilles non différenciées (par lumière rouge de faible intensité) ne sont plus capables de produire des feuilles différenciées, même si l’on modifie favorablement les conditions lumineuses. Les jeunes plantes par contre en sont capables. Ainsi les feuilles sagittées ne sont pas formées ou définies à l’avance et gardées en stock. Elles sont issues de l’action de la lumière sur des feuilles encore jeunes et non différenciées.

### Appareil reproducteur

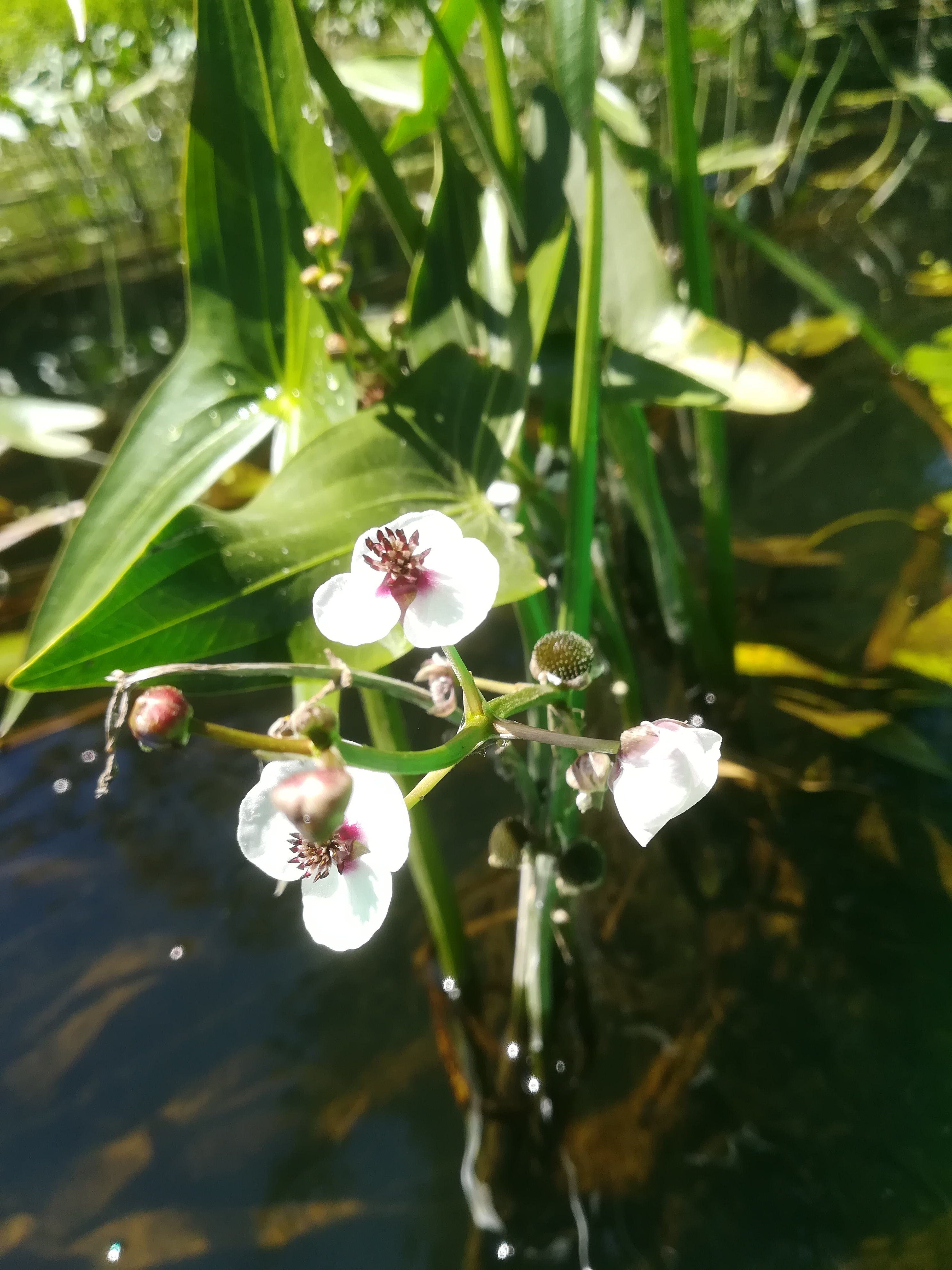
Verticille de 3 fleurs.

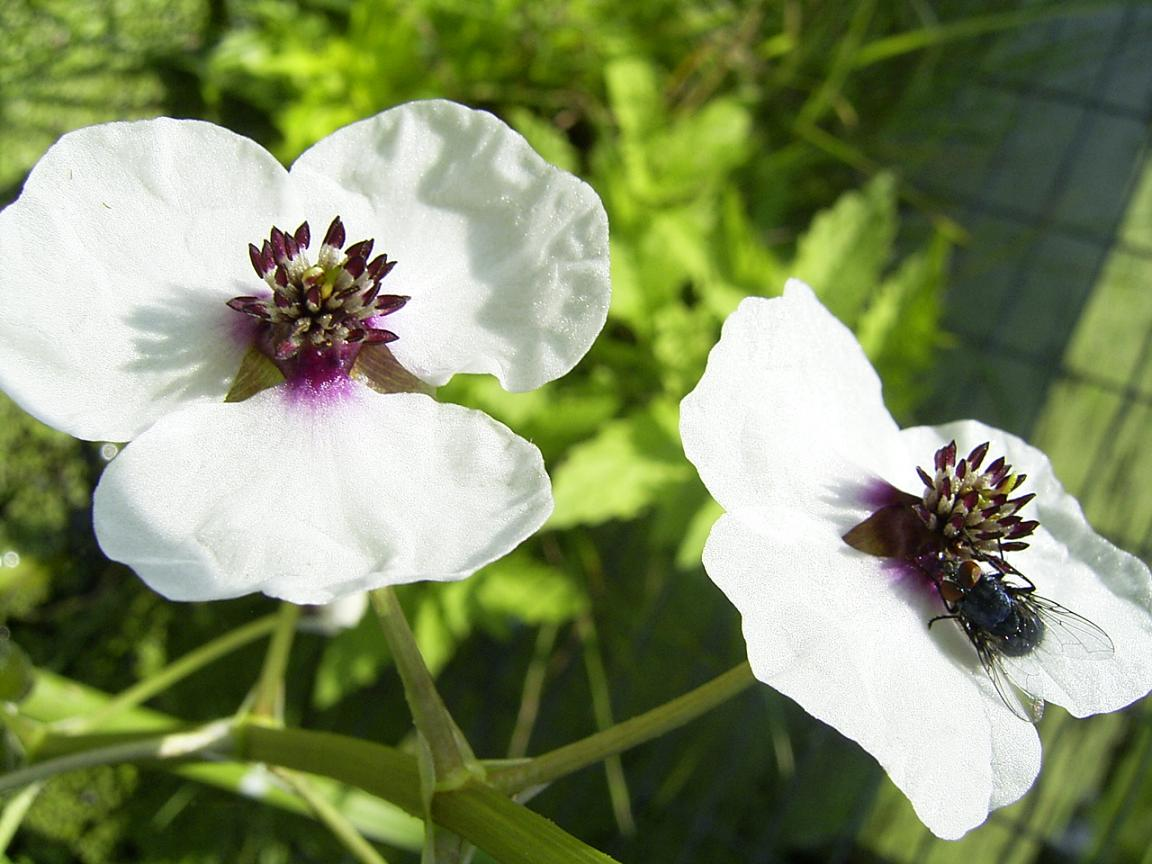
Fleurs mâles blanches à trois grand pétales arrondis et aux anthères rouges.

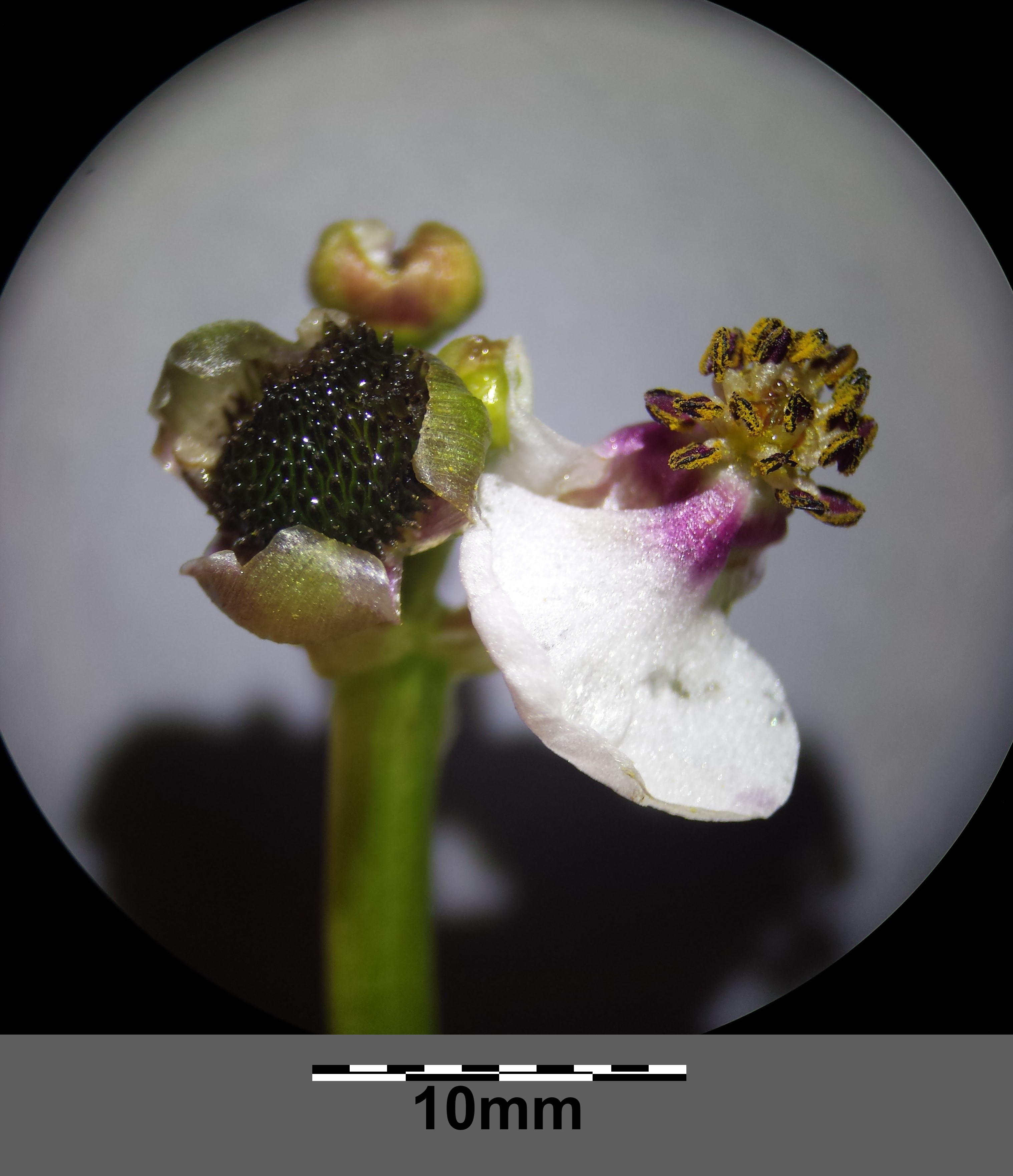
Fleur femelle portant les pistils à gauche et fleur mâle portant les étamines à droite.

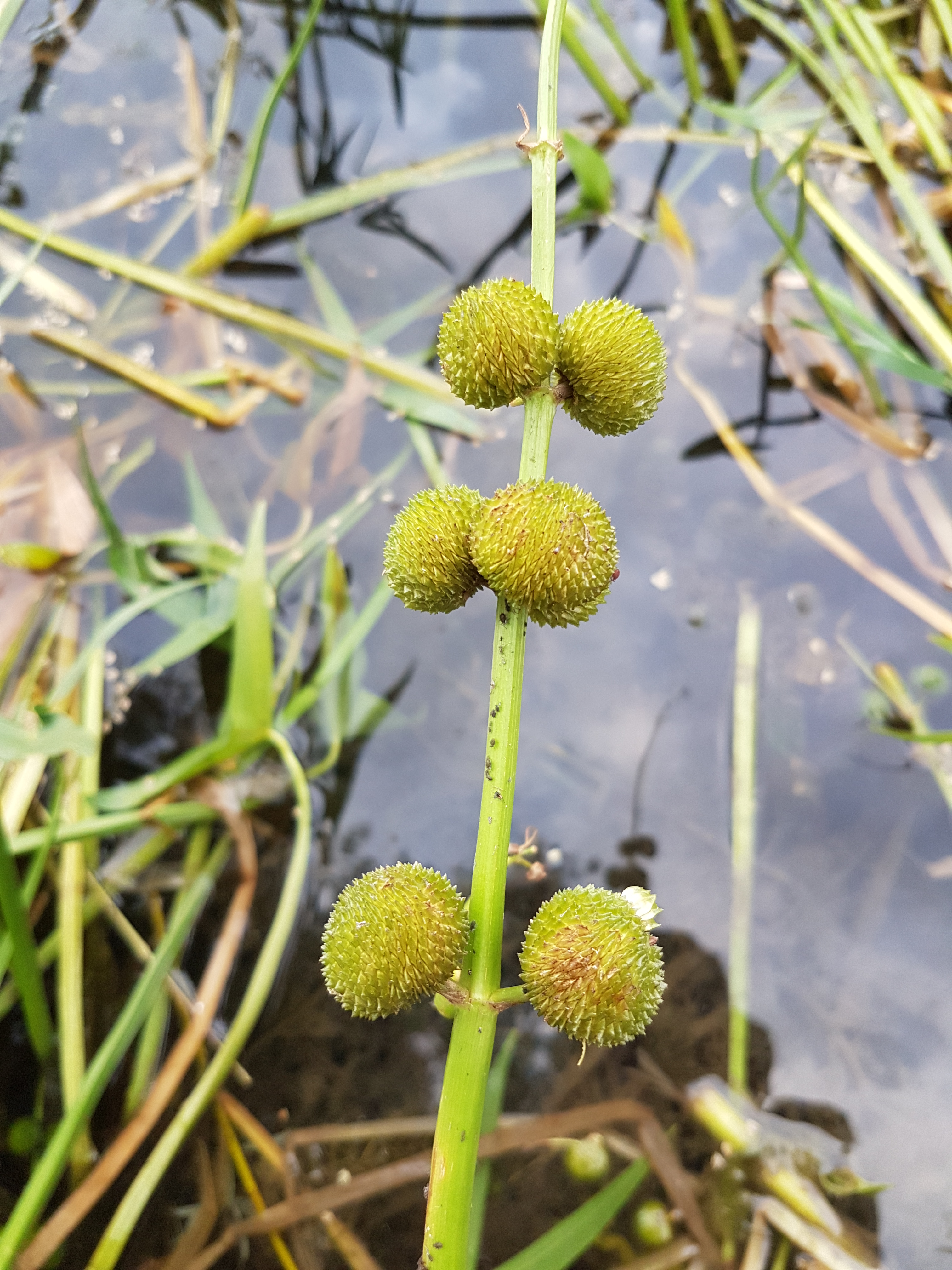
Fruits.

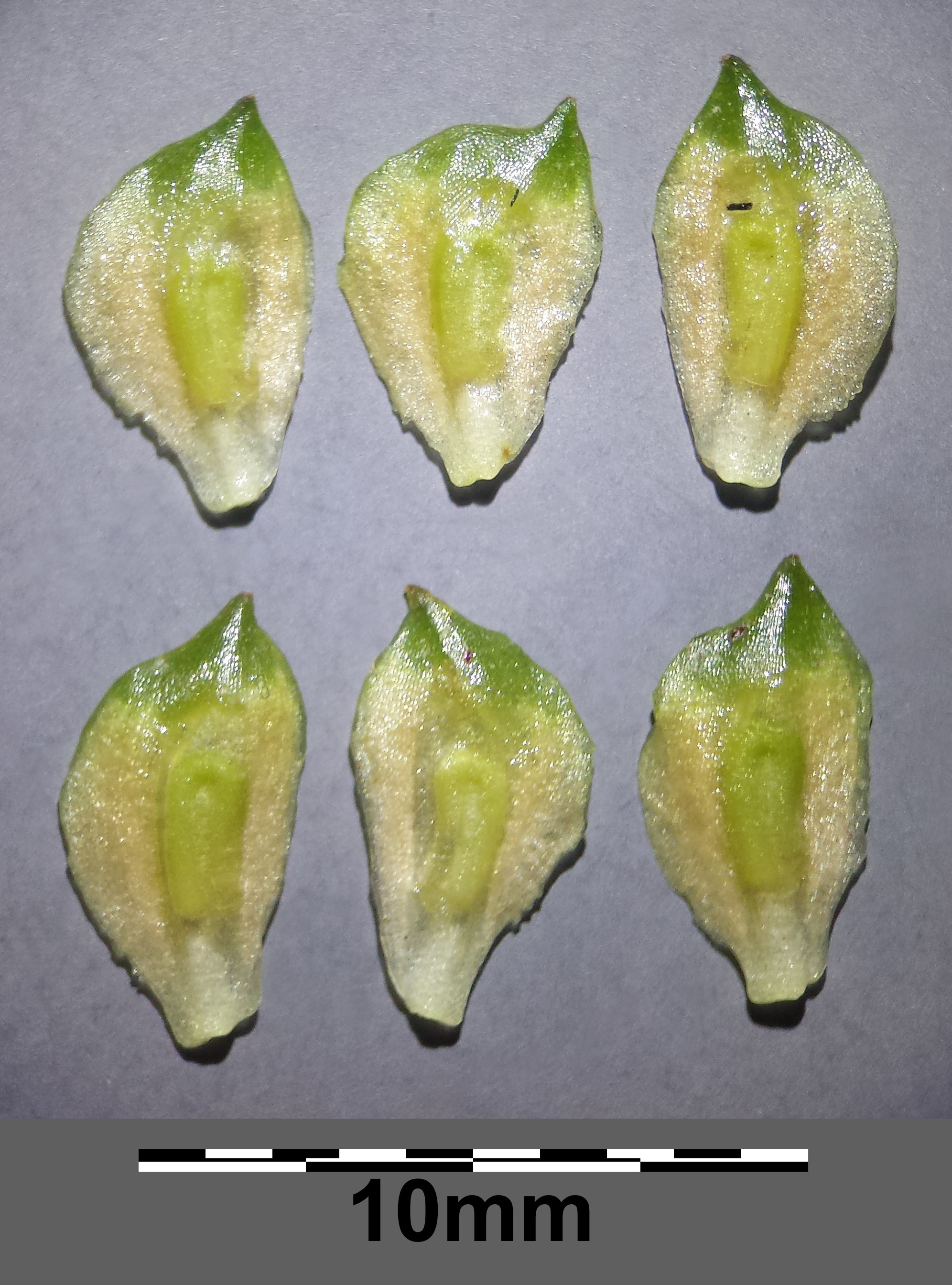
akène contenant chacun une graine.

La plante est monoïque, elle produit des fleurs mâles et des fleurs femelles. Elles sont disposées le long de la tige par verticilles de trois, les fleurs mâles en haut et les fleurs femelles en dessous. Les fleurs trimères (polymérie) ont des pétales de couleur blanche avec une base rosée. Les anthères sont rouges. Les fleurs mâles sont généralement plus petites que celles femelles. Les plantes ont plus de fleurs mâles dans la première inflorescence, mais le pourcentage de fleurs femelles augmente sur la deuxième inflorescence. Les fleurs sont pollinisées par un large gamme d’insectes pollinisateurs généralistes, comme des abeilles, des mouches, des coléoptères, des papillons et des guêpes. Les fruits sont des akènes de 2 cm et contenant une graine,.

### Espèce voisine

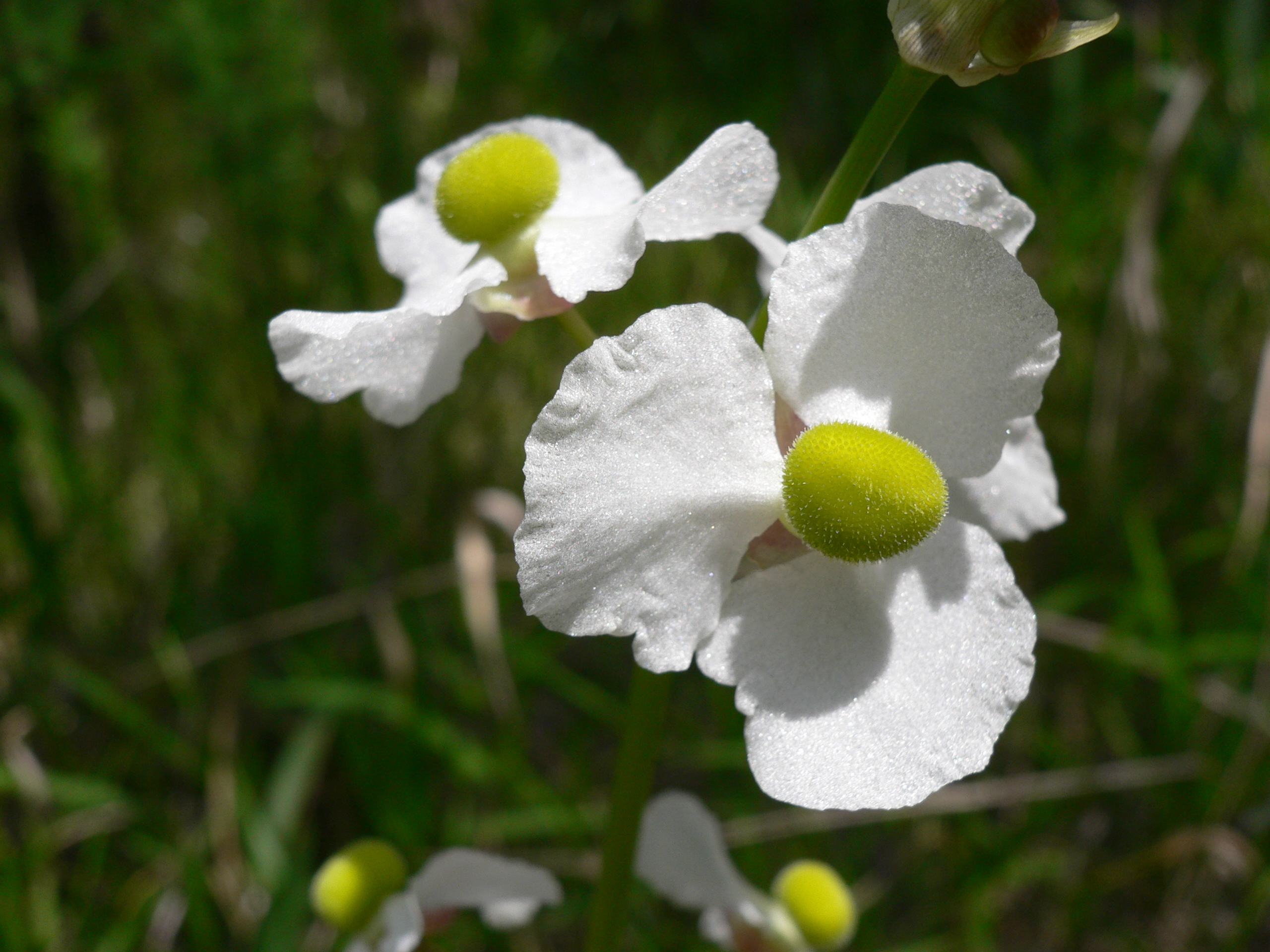
Anthères jaunes des fleurs de Sagittaria latifolia.

Sagittaria latifolia la sagittaire à feuilles larges est une espèce proche de Sagittaria sagittifolia, néanmoins plusieurs critères permettent de différencier les deux espèces. Les pétales de Sagittaria sagittifolia contiennent du blanc et du rose, ses anthères sont rouges et ses akènes mesurent plus de 4 mm. Par contre, les pétales de Sagittaria latifolia sont uniquement blancs, ses anthères sont jaunes et ses akènes mesurent moins de 4 mm. Chez Sagittaria latifolia, les fleurs mâles sont plus grandes que celles femelles. Une étude chez des plantes dont le dimorphisme sexuel avait été accentué plus encore génétiquement montre que les pollinisateurs fréquentent plus souvent les fleurs mâles que celles femelles.

## Taxonomie et classification
Appellation synonymes : Sagittaria trifolia N. 1790, Sagittaria minor Mill. 1768, Sagittaria sagitta T. 1791, Sagittaria vulgaris Gueldenst. 1780, Sagittaria heterophylla Schreb. 1791, Sagittaria aquatica Lam. 1789, Sagittaria acuminata J.G., Sagittaria macrophylla B. 1834, Sagittaria edulis S. 1845,.

## Écologie

### Habitat

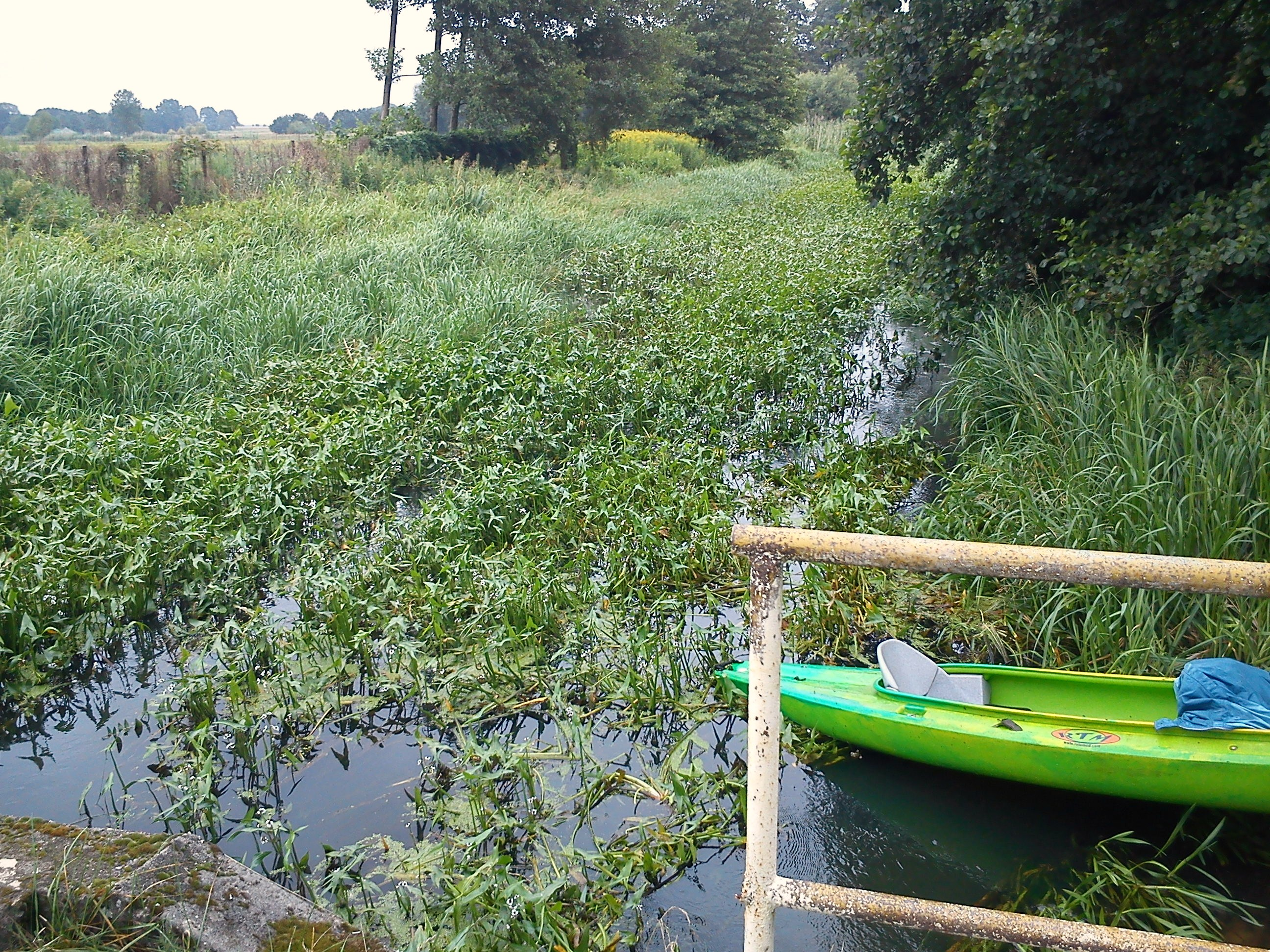
abondance locale

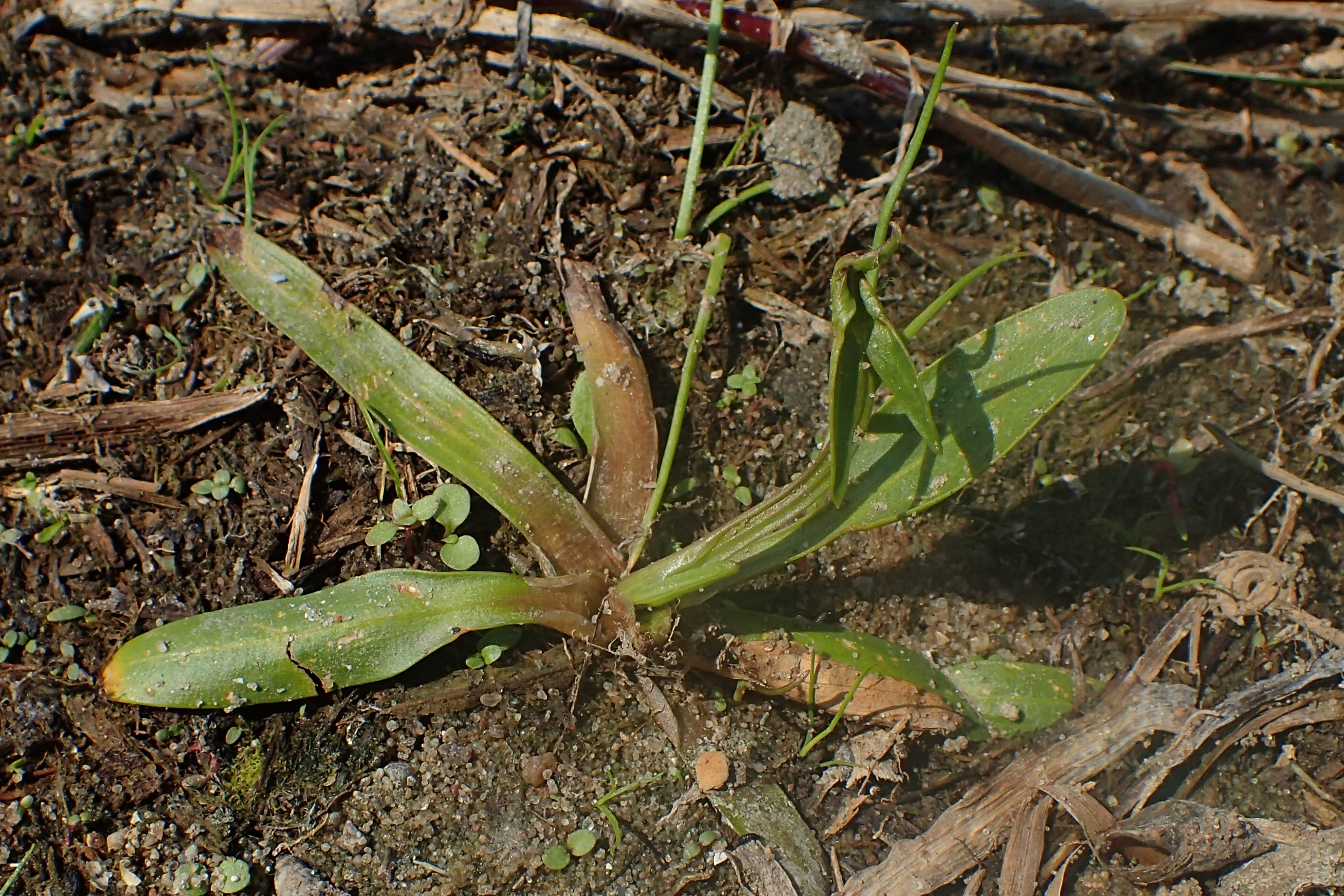
écotype terrestre

Bulbes comestibles. Chine.

Sagittaria sagittifolia est une plante aquatique cosmopolite,, fort répandue dans les régions tempérées du vieux continent (Europe, Russie, Chine), très commune dans les plans d'eau et les cours d'eau. Aux Etats-Unis, elle est aussi présente et considérée comme une plante envahissante. En Belgique, cette espèce est protégée.
Sagittaria sagittifolia est une plante dotée d’une grande plasticité et capable de s’adapter à des conditions environnementales variées. Elle croit dans un milieu aquatique dont la profondeur se situe jusqu’à un mètre. S’il est vrai que la plante préfère une faible profondeur (conditions dans lesquelles elle fera le plus de feuilles aériennes), elle garde une grande fertilité jusqu’à 0,9 m de profondeur. Sa profondeur optimale se situe donc entre 0 et 0,8 m de profondeur. A basse profondeur, la plante compte nettement plus de feuilles aériennes que de feuilles flottantes, plus efficaces pour la photosynthèse. De 0,7 à 0,8 m de profondeur, ces deux types sont en quantité à peu près égale. Tandis qu’au-delà de 0,9 m, les feuilles flottantes prévalent sur celles aériennes. Elle possède un écotype terrestre en cas de sécheresse, bien que dans ce cas, les plantes se maintiennent à l’état végétatif (ne font pas de fleurs). Sagittaria sagittifolia tolère les eaux dont le pH se situe entre 7.0 et 8.5 environ. Elle nécessite un éclairage intense,.
Sagittaria sagittifolia peut être utilisée comme un bioindicateur de la pollution des eaux de rivière. La pollution aura un impact sur l’appareil végétatif de la plante et spécialement sur la différenciation sexuelle des fleurs. Plus un milieu aquatique sera pollué (par du nitrate, du cuivre ou de l’ammonium par exemple) plus le rapport du nombre de fleurs femelles (pistillées) sur celui de fleurs mâles (étaminées) sera élevé. En outre, plus l’eau sera polluée, plus les fleurs tendront à être groupées en inflorescences simples. Les plantes croissant en eau propre auront préférentiellement des inflorescences composées de trois fleurs. Dans un contexte évolutif, nous pouvons expliquer cela en estimant raisonnablement que ce changement est une adaptation permettant de se reproduire plus rapidement dans un milieu pollué et défavorable, où la plante risque de mourir plus tôt que dans un environnement sain. En effet, l’induction florale et ensuite la floraison se produiront plus rapidement pour des inflorescences simples que pour celles composées.

### Cycle de vie
La floraison de Sagittaria sagittifolia a lieu durant l’été, en juillet et en août,.

### Interactions avec d'autres organismes
Dans de nombreux pays d’Asie (Corée, Japon, etc.) Sagittaria sagittifolia est présente en grand nombre au sein des rizières à riz paddy. Celles-ci leur offrent en effet une profondeur idéale. Etant une plante vivace résistante à de nombreux herbicides, on comprend aisément pourquoi dans ces pays Sagittaria sagittifolia est considérée comme la principale mauvaise herbe. Dans ces cultures, Sagittara sagittifolia est la proie de prédateurs, notamment Gynnidomorpha permixtana (en) (Tortricidae : Tortricinae : Cochylini), dont les larves se nourrissent des graines et des fleurs. Ils détruisent également ses fruits (akènes). De plus, Gynnidomorpha permixtana provoque l’agrégation des graines qui ne parviennent plus dès lors à voguer sur l’eau pour se répandre. La plante est fréquemment visitée par les mollusques et les limaces.

## Statuts de protection, menaces
L'espèce est évaluée comme non préoccupante aux échelons mondial, européen et français.
En France l'espèce se raréfie : elle est considérée en danger critique (CR) en Limousin, Midi-Pyrénées, Auvergne ; en danger (EN) en Provence-Alpes-Côte d'Azur ; vulnérable (VU) en Aquitaine, Corse, Bretagne, et Haute-Normandie ; quasi menacée (NT), proche du seuil des espèces menacées ou qui pourraient être menacées si des mesures de conservation spécifiques n'étaient pas prises, dans la région Poitou-Charentes.

## Utilisations

### Plante décorative
Il en existe une variété horticole à fleurs doubles (Sagittaria sagittifolia flora plena).
D’autres variétés du genre Sagittaria sont cultivées pour l’ornementation d’aquariums et de pièces d’eau (bien qu’elle ne supporte que modérément le confinement): Sagittaria lancifolia gigantea ou rubra, des variétés respectivement aux feuilles géantes et aux feuilles rouges.

### Plante épuratoire
Elle est en outre utilisée pour le lagunage, une méthode naturelle d’épuration des eaux dans laquelle on fait transiter des eaux usées par des parcelles où des plantes spécifiques épurent naturellement les eaux en absorbant certaines substances. En effet, Sagittaria sagittifolia est une plante capable d’absorber différents métaux (dont le plomb, le cuivre et le cadmium) en quantités appréciables.

### Plante alimentaire
En Asie, la sous-espèce S. sagittifolia subsp. leucopetala, présente en zones tropicale et subtropicale, est cultivée pour ses bulbes comestibles, notamment au Japon où ils sont traditionnellement mangés à l'occasion des fêtes de nouvelle année. Une espèce asiatique proche, aussi cultivée comme aliment est Sagittaria chinensis.
Méthode de culture : en zone tempérée, la plantation se fait au printemps, après les gelées quand l’eau se réchauffe. La plante peut aussi être multipliée par division de la souche, par bouturage de morceaux de tubercule ou encore par séparation des rhizomes.

Le sol idéal est argileux et riche en matière organique.